# Chetogena puer
Chetogena puer är en tvåvingeart som först beskrevs av Samuel Wendell Williston  1896.  Chetogena puer ingår i släktet Chetogena och familjen parasitflugor. Inga underarter finns listade i Catalogue of Life.